# Falken-Verlag
Der Falken-Verlag war ein eigenständiger Ratgeberverlag und ist heute ein Imprint für Ratgeberbücher für Männer im Bereich Fitness und Kochen der Penguin Random House Verlagsgruppe, die im Besitz von Bertelsmann ist und als Dachgesellschaft für alle Bertelsmann-Verlage fungiert.

## Geschichte
Der Verlag wurde 1923 als belletristischer „Falken-Verlag Friedrich Wilhelm Bruchhaus“ in Dresden-Blasewitz gegründet, aber 1933 an den Prokuristen einer Reise- und Versandbuchhandlung für Gesundheitsbücher und Berufsratgeber verkauft, dessen Sohn der spätere Verleger Frank Sicker war.
Der erste Buchtitel, der im neuen Ratgeberverlag 1934 erschien, war der Titel Gesunde Mütter, schöne Kinder. 1936 geriet der Falken-Verlag mit dem Titel Gesundes Liebesleben, der sich mit 250.000 Exemplaren zum damaligen Bestseller entwickelte, in die Schlagzeilen.
Im Jahre 1963 übernahm der gelernte Buchhändler und Betriebswirt Frank Sicker die Leitung des Verlages und brachte ihn mit nur ca. 125 Mitarbeitern an die Spitze der Ratgeber- und Sachbuchverlage Deutschlands. Im Jahre 1991 gehörte der Falken-Verlag mit einem Umsatz von 74 Millionen Mark zu den 15 größten Publikumsverlagen der Bundesrepublik Deutschland. Ursprünglich in Berlin ansässig, später in einer Villa in Wiesbaden-Sonnenberg untergebracht, hatte der Verlag seit 1977 seinen Sitz in Niedernhausen im Taunus. Im Jahre 1973 kaufte der Verleger Frank Sicker den Bassermann Verlag auf und verlegte ihn nach Niedernhausen. Die Bücher des Bassermann Verlages gingen in das Programm des Falken-Verlages über. Im Jahre 1988 reanimierte Frank Sicker Bassermann unter dem Namen Bassermann Verlag und gab ihm ein neues Programm, teilweise mit preiswerten Sonderausgaben aus dem Falkenprogramm.

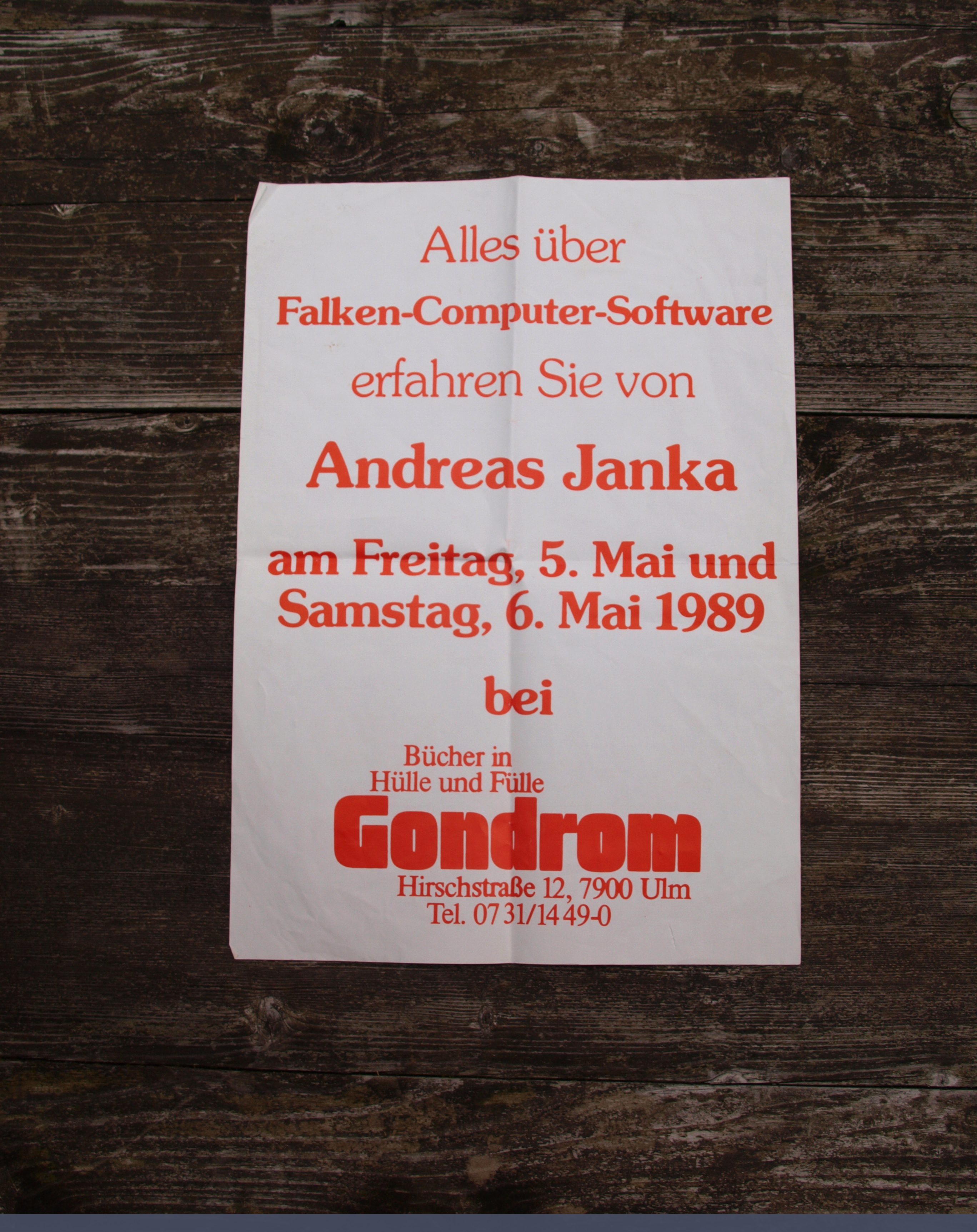
Werbeplakat von 1989: Vortrag über die „Falken-Computer-Software“ in einer Gondrom-Filiale

Zum Falken-Verlagsprogramm gehörten über 1000 lieferbare Titel aus den Bereichen Malen & Zeichnen, Basteln & Handarbeit, Handwerken, Hobby & Spiele etc. Es deckte die ganze Bandbreite der Ratgeberthemen ab, seit 1985 gehörten auch Videos und Computerprogramme zum Angebot des Verlages.
Ende des 20. Jahrhunderts wurde der Falken-Verlag von Bertelsmann übernommen. Später gingen der Falken Verlag (Imprint) und der Bassermann Verlag, der seit 2002 seinen Sitz in München hat, in die Verlagsgruppe Random House ein.